# Pujols (Gironde)
Pujols is een gemeente in het Franse departement Gironde (regio Nouvelle-Aquitaine) en telt 604 inwoners (1999). De plaats maakt deel uit van het arrondissement Libourne.

## Geografie
De oppervlakte van Pujols bedraagt 7,4 km², de bevolkingsdichtheid is 81,6 inwoners per km².
De onderstaande kaart toont de ligging van Pujols (Gironde) met de belangrijkste infrastructuur en aangrenzende gemeenten.

## Demografie
Onderstaande figuur toont het verloop van het inwonertal (bron: INSEE-tellingen).